# Sistema delle caste in India
Il sistema delle caste in India è un meccanismo di gerarchie a livello di stratificazione sociale di carattere rigorosamente ereditario.
Questo sistema millenario, nonostante sia stato ufficialmente abolito nel 1947, influenza quasi totalmente la suddivisione dei lavori, gli equilibri di potere, il passaggio dei beni e si basa su fondamenti religiosi molto antichi e profondamente radicati nella religione induista.

## Caratteristiche principali
Nell'induismo l'anima, nel suo continuo reincarnarsi (saṃsāra) tende a diventare man mano più o meno pura in base alla virtù dimostrata in vita. 
Ad esempio essere nato membro di una casta inferiore significa, secondo questo sistema, aver vissuto la vita precedente come peccatore. Nascere nella casta dei brahmani, la più alta nella gerarchia, indica che la tua anima è pura e, se vivrai una vita virtuosa potrai raggiungere il nirvana e interrompere il ciclo di morte e rinascita. 
In caso contrario la tua prossima vita sarà quella di un membro appartenente ad una casta più bassa.
Il concetto di casta è analizzabile sotto due diversi approcci: 
- Interpretazione idealista: la casta è un prodotto di ideali religiosi (come visto sopra). Questa interpretazione attribuisce una visione universale come spiegazione di problemi sociali.
- Interpretazione materialista: la casta è una razionalizzazione, un offuscamento di una disuguaglianza più basilare. Le caste più alte sono più benestanti di quelle più basse. Di conseguenza l'idea della purezza va vista semplicemente come legittimazione della vera natura delle differenze sociali.[1]

Le caratteristiche principali e più comunemente conosciute che delineano il sistema delle caste sono:
- Il mondo induista è "quadripartito": le principali caste sono quattro, alle quali si aggiunge quella dei "fuoricasta" o "dalit" (anche detti paria o intoccabili).
- Le caste sono gruppi sociali endogamicamente chiusi. È permesso sposarsi solo con membri della propria casta e i figli nati da questa unione ne fanno parte. Questo sistema è perpetrato all'infinito ed è immutabile.
- Le caste, come visto prima, sono graduate gerarchicamente in base alla purità o all'impurità ma anche in base alle occupazioni e ai mestieri.[1]

## Terminologia
Il termine "casta", (dal latino castus, puro) introdotto per la prima volta dai portoghesi, in realtà deriva dall'infelice traduzione di due concetti diversi, quello di "varna" (che ha a che fare con il colore) e quello di "jāti" (dal sanscrito Jāt, classificazione).

### Varṇa
L'origine dei quattro varna è narrato nei testi sacri induisti. Il primevo Puruṣa (uomo cosmico, signore dell'essere) fu sacrificato e dal suo corpo nacquero le caste:
(Ṛgveda, X,90-11,12)
Gli uomini e i loro ruoli nella società sono descritti dai quattro varna, grandi categorie nelle quali la società è divisa gerarchicamente:
- Brahmani: sacerdoti e intellettuali, coloro che conoscono i testi sacri e possono compiere funzioni spirituali e rituali. Il loro colore è il bianco, associato alla luce e alla purezza.
- Kshatriya: guerrieri e nobili, coloro che governano e proteggono gli altri uomini. Il loro colore è il rosso, associato al sangue e al fuoco.
- Vaishya: mercanti e artigiani, coloro i cui mestieri sono dovuti alla produzione, al commercio e all'industria. Sono identificati dal color giallo-bronzo.
- Shudra: servitori, coloro che usano la forza fisica nelle loro occupazioni professionali e sono sottostanti agli altri tre gruppi. Sono identificati dal colore nero.

Infine vengono i Dalit, o "intoccabili", che si trovano al di fuori del sistema delle caste e svolgono mestieri ritenuti impuri.

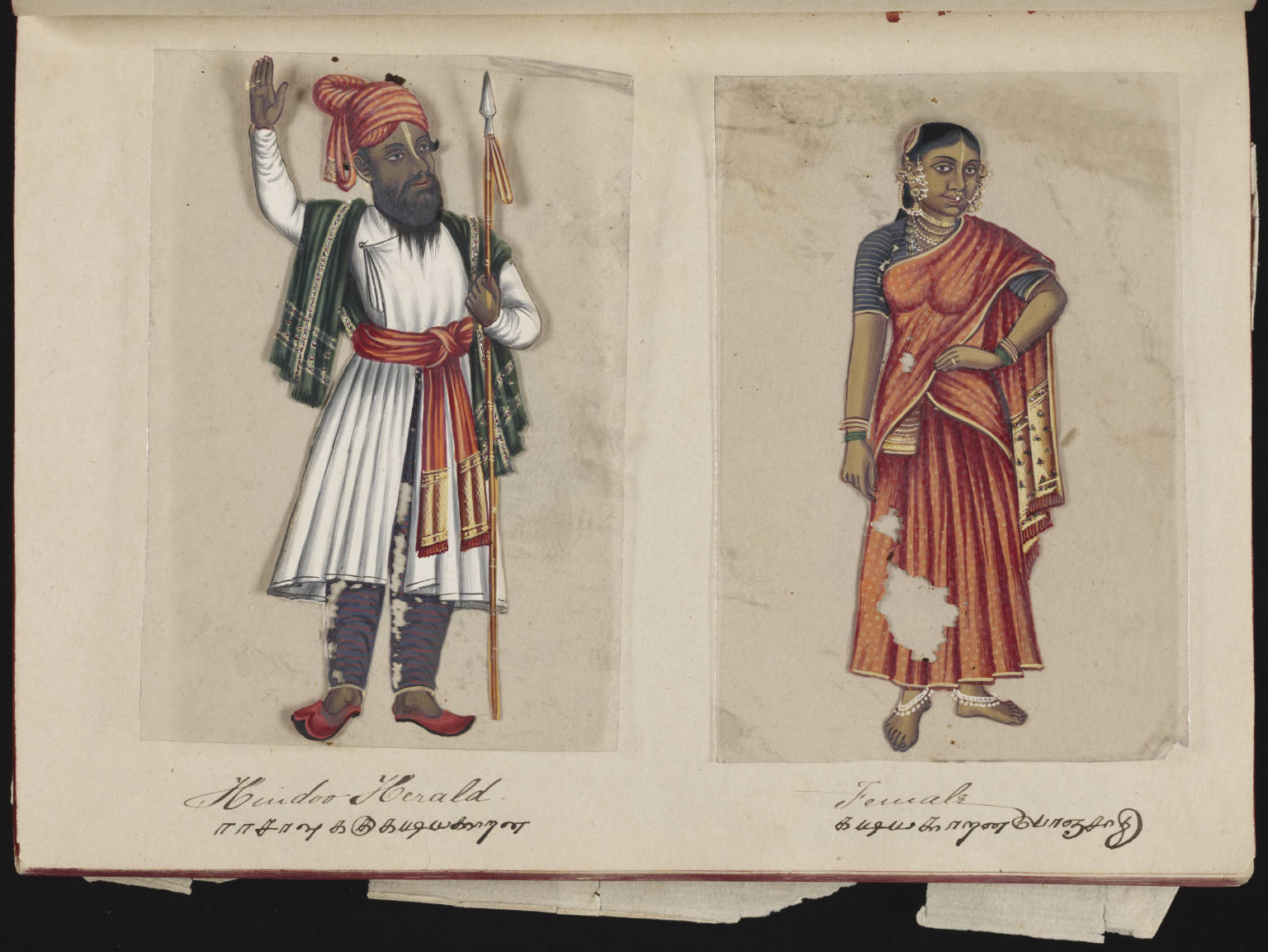
Raccolta di 72 immagini dipinte a mano di uomini e donne di caste, religioni e gruppi etnici diversi, raccolte in un manoscritto intitolato "Settantadue modelli di caste in India" ritrovata nel 1837 a Madura, India. Autore sconosciuto

### Jāti
Il concetto di Jāti è invece relativo, oltre che alla nascita, anche al mestiere svolto.
Vi è ad esempio la casta dei barbieri, la casta dei vasai, la casta dei suonatori e così via.
Com'è facilmente intuibile esistono diverse centinaia di queste "sottocaste" ma anch'esse sono dei gruppi chiusi endogamicamente, non sono possibili matrimoni se non combinati tra individui dello stesso Jāti.
Il sistema dei Jāti delinea una struttura lavorativa cristallizzata poiché trasmessa ereditariamente di padre in figlio e, in linea teorica, immutabile. 
Sia i Jāti che i Varna mostrano un'organizzazione sociale secondo la quale ogni uomo occupa il suo posto all'interno della società, avendo i propri diritti e i propri doveri. Recita infatti così una delle massime del Manusmṛti, libro delle "leggi sociali" dell'induismo post-vedico:
"Meglio fare il proprio lavoro male che compiere il lavoro di qualcun altro bene".
Secondo alcuni aspetti anche i membri di religioni differenti da quella induista formano una casta a sé stante: l'esempio più concreto è quello dei musulmani, i quali spesso hanno praticato o continuano a praticare l'endogamia.

## Teorie sull'origine delle caste
Una prima tesi sull'origine delle caste risale al 1916 ed è stata formulata dall'economista e sociologo Max Weber nel suo saggio Hinduismus und Buddhismus. Weber individuò delle similarità tra il sistema delle caste alla sua origine e quello dell'Europa durante l'Ancien Régime.
È infatti possibile che inizialmente anche in India la società fosse tripartita, con i nobili Kshattrya al vertice affiancati dal "clero" dei Bramini ed infine la terza classe fosse quella dei lavoratori. È possibile che in seguito un surplus di uomini o donne vedove si siano distaccati dalle loro classi di appartenenza e abbiano generato una nuova casta . Questo potrebbe spiegare la differenza tra Vaishya (commercianti) e Shudra (servitori) che in Europa, almeno fino alla nascita della prima borghesia, non era così accentuata.
Il ripresentarsi di questo distaccamento applicato alle ultime due potrebbe aver dato poi origine alla casta degli intoccabili.
Altre più recenti teorie fanno riferimento non alla storia d'Europa ma al passato del continente indiano. L'India nel corso dei secoli ha visto una grande successione di migrazioni di popoli diversi, i quali si sono stanziati nelle varie aree geografiche conservando le loro tradizioni e costumi oppure integrandosi con quelli arrivati lì precedentemente. A quanto risulta da recenti studi genetici l'integrazione è avvenuta tutt'altro che facilmente. Oltre alla grande sottocategorizzazione "Dravidi" o "ASI" (Ancestral South Indians) popolazione di pelle scura, stanziata nel sud della penisola e "Ariani" o "ANI" (Ancestral North Indians) di pelle chiara stanziati nel nord, è stato possibile distinguere almeno 25 gruppi geneticamente diversi.
La frequenza delle differenze degli alleli tra questi gruppi in India è addirittura maggiore di quella dei vari popoli europei. Queste osservazioni mettono in risalto secoli di matrimoni combinati tra membri dello stesso gruppo di appartenenza.
È infatti il progressivo diffondersi dell'endogamia la prima delle tesi dell'antropologo indiano Ram Nandu sull'origine, la crescita e la diffusione del sistema delle caste.
Prendiamo ad esempio per ipotesi che la casta dei Bramini da un certo periodo storico in poi abbia adottato l'endogamia e deciso di "chiudere le porte" ai matrimoni e alle relazioni commensali con i membri delle altre classi. Chiudendosi in se stessi hanno progressivamente creato la distinzione "Bramini" e "non Bramini", considerando se stessi "puri" e gli altri "meno puri". In seguito le altre caste hanno imitato i bramini e si sono chiuse reciprocamente in se stesse.
La teoria sostenuta da Ambedkar dice infatti che questa "infezione dell'imitazione" si sia diffusa in tutte le sottodivisioni (inclusi i Jāti) e abbia innescato un processo di differenziazione che ha dato vita induttivamente al sistema delle caste.
La seconda tesi riguarda un processo di inclusione. Si ipotizza che le popolazioni ariane, le quali avevano già una società gerarchicamente strutturata abbiano progressivamente incluso i membri delle altre popolazioni indigene e delle tribù nel loro sistema. Nonostante l'apparente contraddizione con la prima teoria sopra citata, spiegherebbe il potenziamento in termini di numero e consolidazione delle caste e delle sottocaste nell'antichità.
La terza tesi è la trasformazione e la progressiva diffusione dei clan (gotra) in caste, le quali hanno in seguito adottato e mantenuto il sistema dei matrimoni combinati obbligatoriamente all'interno dello stesso gruppo sociale.

## Il Patto di Poona
Il 24 settembre 1932, presso la prigione centrale di Yerwada a Poona , fu firmato il cosiddetto "Patto di Poona": un accordo tra il leader dei movimenti Dalit, B. R. Ambedkar, e il Mahatma Gandhi.
Alla vigilia della nascita dei primi moti che porteranno l'India all'indipendenza, il Dr. Ambedkar intendeva definire con esattezza quale sarebbe stato il ruolo nella nuova nazione di quelle che lui definiva "Depressed Classes".
Gandhi d'altro canto intendeva avere l'appoggio dell'intero popolo indiano: non soltanto dei governanti e dei potenti ma anche degli umili cittadini delle caste inferiori.
Entrambi questi leader, seppure con idee, come vedremo, assai diverse se non contrastanti riguardo al sistema delle caste, avevano in mente un'immagine di nazione Indiana governata dal secolarismo e non da divergenze di matrice religiosa.

### La visione di Ambedkar
Il dottor Bhimrao Ramji Ambedkar, di estrazione sociale Dalit, è stato un politico, filosofo, storico, antropologo e giurista che divenne uno dei padri della costituzione indiana.
Scrisse numerosissimi saggi sul tema della discriminazione e del problema rappresentato dall'antichissimo sistema delle caste per i cittadini indiani.
Nelle sue tesi indica come gli intoccabili fin dalla nascita siano tragicamente ignorati, evitati o nel suo caso ostracizzati non solo dai membri delle altre caste, per motivi religiosi, ma addirittura da credenti di religioni diverse da quella induista.
In seguito alle sue conferenze alla Columbia University negli Stati Uniti d'America, le sue teorie raggiunsero una certa popolarità: le sue lotte contro la discriminazione e la volontà di abolire il sistema delle caste hanno messo in risalto come la società indiana fosse frammentata, disomogenea e in continuo conflitto interno.

### La visione di Gandhi
(M. K. Gandhi)
Il Mahatma Gandhi, almeno in gioventù, era contrario ad alcune delle argomentazioni di Ambedkar contro il sistema delle caste.
Sottolinea infatti i vantaggi dell'equilibrio raggiunto se ogni individuo all'interno della nazione avesse occupato un determinato spazio e avesse svolto un determinato compito. 
Tra le caste vi sono rapporti di interdipendenza, anziché di rivalità.
Dove Ambedkar individuava un punto di frammentazione e fragilità, Gandhi sottolineava un punto di coesione e di complementarità.
È importante notare inoltre che Gandhi sottolineava la distinzione tra Varna e Jati, privilegiando le prime e considerando svantaggiose le altre.
In seguito però cambiò posizione, asserendo che le caste, nella loro forma attuale, sono il risultato di tradizioni religiose che al giorno d'oggi hanno perso il loro senso e vanno considerate come errate o non condivisibili. Sottolineò inoltre quanto questo tipo di discriminazioni possono essere dannose per il benessere spirituale dell'individuo e per il benessere economico dell'intera nazione.

## Le caste nel mondo attuale
Dall'indipendenza in poi, la società indiana disponeva di classi sociali attive, di una borghesia crescente e vigorosa seppur divisa, di un'economia importante ma ancora immatura e soprattutto di un'ingente quantità di contadini.
Vi era inoltre alla base delle diversità e degli squilibri sociali l'idea, vecchia di millenni, che l'unico modo per preservare l'armonia fosse che ciascun gruppo, casta o sottocasta, operasse con successo al suo interno, rimanesse nei suoi spazi e, in linea di massima, si mantenesse tale quale a come era in passato.
Con il passare degli anni, il progressivo allargamento degli spazi di democrazia e l'avvento della modernità la situazione è mutata radicalmente.
Al giorno d'oggi nelle grandi città le affiliazioni di casta sembrerebbero essere state in gran parte superate, e con esse anche l'ortodossa distinzione tra purità e impurità.
Le antiche tradizioni, specialmente quelle legate al matrimonio di membri della stessa casta, continuano invece a esistere nelle campagne, nelle tribù e nei centri rurali più arretrati.
A livello giuridico, l'articolo 15 della Costituzione Indiana (entrata in vigore nel 1950) proibisce le discriminazioni di casta.
(2) Nessun cittadino può per motivi di religione, razza, casta, sesso o luogo di nascita essere soggetto a forme di discriminazione, restrizione o condizione riguardo a: 
- (a) l'accesso a negozi, ristoranti pubblici, hotel, luoghi di intrattenimento pubblico; o
- (b) l'uso di pozzi, serbatoi, bagni, strade e luoghi di uso pubblico mantenuti in tutto o in parte con fondi statali o dedicati per il pubblico impiego.[12]»

L'articolo 17 della Costituzione, invece, abolisce formalmente l'intoccabilità:
Nonostante ciò il problema non è stato eliminato completamente: grandi masse di "dalit" o "paria", seppur con diritto di voto ed in seguito a nuove norme e agevolazioni nell'ambito dell'istruzione e del lavoro, continuano a vivere ai margini della società. Per esempio popolano le baraccopoli nei quartieri poveri delle città, compiono lavori umili (quali ad esempio la pulizia delle strade, la disinfestazione) o sono mendicanti.